# Jack Cape
John Phillips "Jack" Cape (16 tháng 11 năm 1911 – 6 tháng 6 năm 1994) là một cầu thủ bóng đá người Anh. Ông thường thi đấu ở vị trí ở vị trí tiền đạo. Ông sinh ra ở Carlisle, Cumberland, thi đấu cho Penrith, Carlisle United, Newcastle United, Manchester United, Queens Park Rangers và Scarborough, cũng như là khách mời của Carlisle United trong Thế chiến thứ hai.